# ناو ایواته
ناو ایواته (به انگلیسی: Japanese cruiser Iwate) یک کشتی بود که طول آن ۱۳۲٫۲۸ متر (۴۳۴ فوت ۰ اینچ) بود. این کشتی در سال ۱۹۰۰ ساخته شد.